# Жаб'яча перспектива

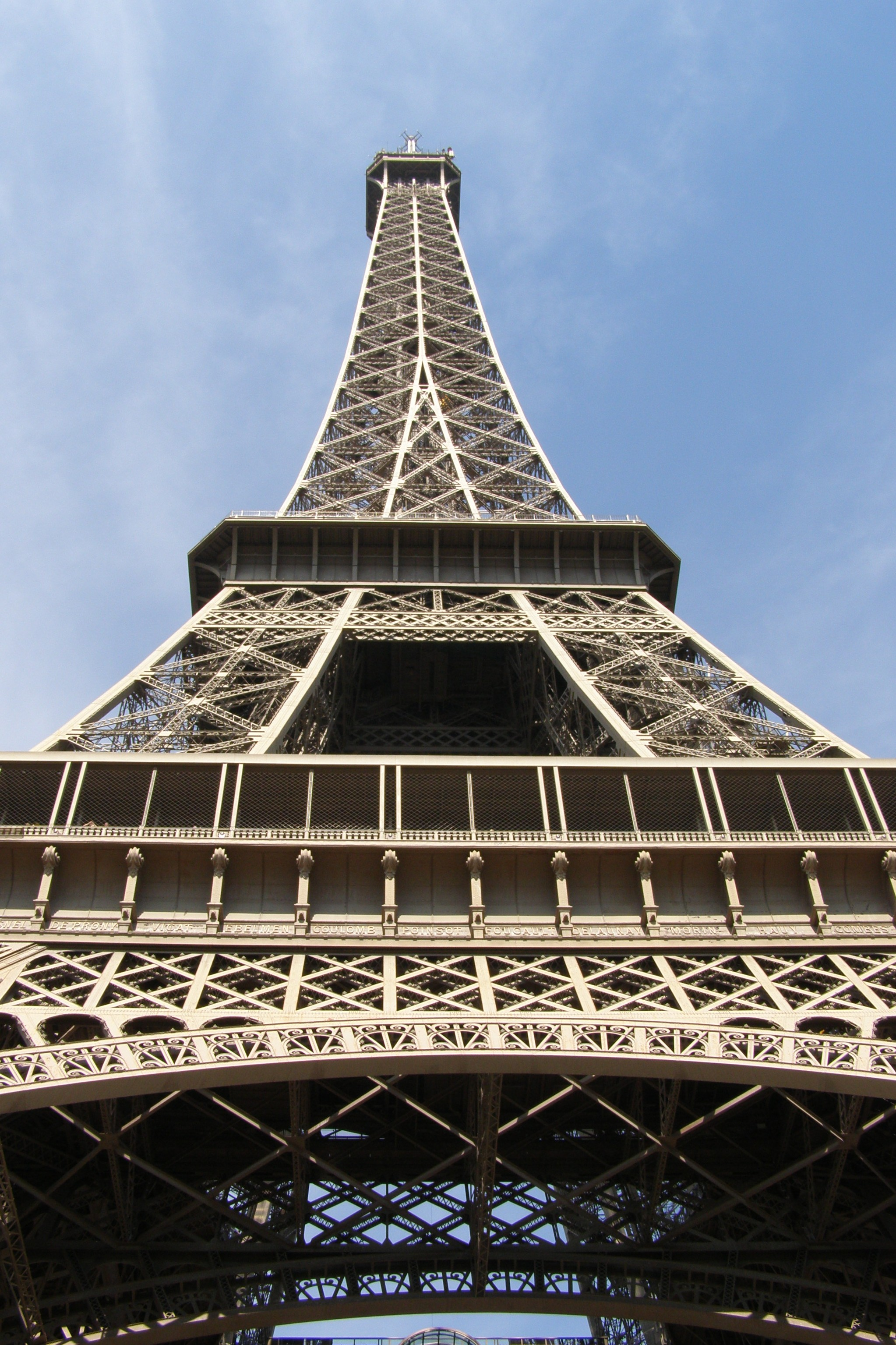
На фотознімку продемостровано приклад жаб'ячої перспективи при фотографуванні Ейфелевої Вежі.

Жаб'яча перспектива — це вигляд певного об'єкта з низької точки огляду. Внаслідок цього у глядача виникає сприйняття, що він спостерігає об'єкт начебто знаходячись майже на рівні землі (або рівня жаби). Такий вид створює враження, що об'єкт виглядає високим і могутнім, а глядач – маленьким і безпорадним.
Протилежним до жаб'ячої перспективи є вигляд об'єкта з перспективи пташиного польоту: при цьому вигляді перспективи об'єкт фотографування зображається з віддаленої точки згори.
Застосування жаб'ячої перспективи набуло поширення у Європі в період 1918—1945 років у стилі авангардизму, сучасної фотографії або просто модернізму.
Жаб'яча перспектива зазвичай використовує перспективу з трьох точок, з однією точкою сходу зверху, однією зліва та однією справа.